# Euoniticellus zumpti
Euoniticellus zumpti là một loài bọ cánh cứng trong họ Bọ hung (Scarabaeidae).